# Восьма Дрогобицька обласна партійна конференція
Восьма Дрогобицька обласна партійна конференція — партійна конференція Дрогобицького обласного комітету Комуністичної партії України, що відбулася 20—21 грудня 1957 року в місті Дрогобичі.

## Порядок денний конференції
1. Звітна доповідь (доповідач Дружинін Володимир Миколайович);
2. Вибори керівних органів обласного комітету.

## Керівні органи Дрогобицького обласного комітету КП(б)У
Обрано обласний комітет у складі 75 членів обкому, 25 кандидатів у члени обкому, Ревізійну комісію в складі 13 чоловік.

### Члени Дрогобицького обласного комітету КП(б)У
- 1.Аркатов Михайло Андрійович — командир авіаційної дивізії, полковник авіації
- 2.Бабійчук Василь Савелійович — 1-й секретар Жидачівського райкому КПУ
- 3.Безрук Федір Володимирович — 1-й секретар Новострілищанського райкому КПУ
- 4.Біндас Ольга Іванівна — голова Дрогобицької облпрофради
- 5.Богомазов Андрій Васильович — 1-й секретар Бориславського міськкому КПУ
- 6.Богоніс Григорій Іванович — голова колгоспу імені Сталіна (Рудківського р-ну)
- 7.Брич Петро Кирилович — 1-й секретар Дублянського райкому КПУ
- 8.Ганноченко Григорій Григорович — 1-й секретар Крукеницького райкому КПУ
- 9.Гринчак Євстахій Михайлович — буровий майстер контори буріння тресту «Бориславнафта» (м.Борислав)
- 10.Гриценко Олексій Варфоломійович — начальник Управління КДБ УРСР по Дрогобицькій області, полковник
- 11.Грузинов Микола Васильович — 1-й секретар Журавнівського райкому КПУ
- 12.Гусакова Анастасія Антонівна — головний агроном Дубинської МТС Сколівського р-ну
- 13.Дробченко Григорій Тимофійович — 1-й секретар Сколівського райкому КПУ
- 14.Дружинін Володимир Миколайович — 1-й секретар Дрогобицького обкому КПУ
- 15.Жуков Тимофій Семенович — 1-й секретар Дрогобицького міськкому КПУ
- 16.Жуланов Григорій Леонідович — Дрогобицький обласний військовий комісар
- 17.Заєць Марія Василівна — ланкова колгоспу імені Сталіна (с.Ралівка Самбірського району)
- 18.Закрой Георгій Гаврилович — 1-й секретар Бориславського міськкому КПУ
- 19.Іванников Іван Андрійович — директор Роздольського сірчаного комбінату
- 20.Іонін Петро Іванович — 1-й секретар Миколаївського райкому КПУ
- 21.Кащеєв Іван Андрійович — 2-й секретар Дрогобицького обкому КПУ
- 22.Клещенко Іван Данилович —  завідувач відділу партійних органів Дрогобицького обкому КПУ
- 23.Коваленко Іван Спиридонович — завідувач відділу пропаганди і агітації Дрогобицького обкому КПУ
- 24.Ковальчук А.С.
- 25.Кольвах Микола Васильович — 1-й секретар Славського райкому КПУ
- 26.Котенко Григорій Тимофійович — 1-й секретар Підбузького райкому КПУ
- 27.Кузьмяк Ганна Антонівна —  бригадир тракторної бригади Викотівської МТС (Самбірського району)
- 28.Куліш Василь Онисимович — 1-й секретар Ходорівського райкому КПУ
- 29.Куценко Віктор Петрович — секретар Дрогобицького обкому КПУ
- 30.Літовка Анатолій Кирилович — 1-й секретар Стрілківського райкому КПУ
- 31.Малютін Олексій Михайлович — начальник управління «Бориславнафта»
- 32.Масло Дмитро Йосипович — 1-й секретар Рудківського райкому КПУ
- 33.Масляк Михайло Васильович — 1-й секретар Добромильського райкому КПУ
- 34.Меркулов Василь Іларіонович — 1-й секретар Стрийського міськкому КПУ
- 35.Мисов Леонід Дмитрович — завідувач відділу адміністративних і торгово-фінансових органів Дрогобицького обкому КПУ
- 36.Михальський Владислав Миколайович — начальник Стрийського вагоноремонтного заводу
- 37.Міщенко Олександра Яківна — голова Комарнівського райвиконкому
- 38.Мяло Іван Кирилович — директор Опарівської МТС Меденицького р-ну
- 39.Назаренко М.В.
- 40.Нитко Микола Іванович — завідувач промислово-транспортного відділу Дрогобицького обкому КПУ
- 41.Ніколаєнко Василь Сидорович — секретар Дрогобицького обкому КПУ
- 42.Оліпер Михайло Ілліч — 1-й секретар Боринського райкому КПУ
- 43.Откаленко Олександр Матвійович — начальник Дрогобицького обласного управління сільського господарства
- 44.Павленко Григорій Калинович — 1-й секретар Дрогобицького райкому КПУ
- 45.Панченко Василь Прокопович — голова Дрогобицького міськвиконкому
- 46.Певко Андрій Дмитрович — 1-й секретар Самбірського міськкому КПУ
- 47.Підпригорщук Микола Володимирович — директор Дрогобицького педагогічного інституту імені Івана Франка
- 48.Полуйко М.В.
- 49.Ревва Валентин Павлович
- 50.Ржебаєв Євген Валеріанович — машиніст-інструктор паровозного депо Стрий
- 51.Рибальченко Костянтин Макарович — 1-й заступник голови Дрогобицького облвиконкому
- 52.Романов Василь Григорович — директор Дрогобицького нафтопереробного заводу №2
- 53.Рудакова Ніна Яківна — директор Дрогобицького нафтопереробного заводу №1
- 54.Рудь Юрій Володимирович — 1-й секретар Меденицького райкому КПУ
- 55.Савченко Микола Олексійович — 1-й секретар Дрогобицького обкому ЛКСМУ
- 56.Сендзюк Феодосій Лук'янович — головний редактор Дрогобицької обласної газети «Радянське слово»
- 57.Сердюк Тарас Михайлович — 1-й секретар Судово-Вишнянського райкому КПУ
- 58.Середа Іван Матвійович — 1-й секретар Комарнівського райкому КПУ
- 59.Сидоров Георгій Захарович — 1-й секретар Старосамбірського райкому КПУ
- 60.Січкар Григорій Михайлович — 1-й секретар Турківського райкому КПУ
- 61.Скопін Віктор Дмитрович — начальник Управління МВС УРСР по Дрогобицькій області, полковник
- 62.Созанський Станіслав Герасимович — директор Миколаївського цементного заводу
- 63.Стратонов Анатолій Степанович — 2-й секретар Дрогобицького міськкому КПУ
- 64.Сушко Іван Олексійович — бурильник Стебницького калійного комбінату
- 65.Тарвердова Ніна Олексіївна — агроном колгоспу «30-річчя ВЛКСМ» (села Грусятичі Новострілищанського р-ну)
- 66.Тарнавський Ілля Євстахійович — голова Дрогобицького облвиконкому
- 67.Теньковський Михайло Гордійович — заступник голови Дрогобицького облвиконкому
- 68.Терещенко Олександр Максимович — 1-й секретар Стрийського райкому КПУ
- 69.Толстой Микола Андрійович — прокурор Дрогобицької області
- 70.Трофимов Михайло Володимирович — голова колгоспу «Заповіт Ілліча» (Самбірського р-ну)
- 71.Федоров О.І.
- 72.Черватюк Василь Федорович — 1-й секретар Нижанковицького райкому КПУ
- 73.Чуб Григорій Михайлович — голова партійної комісії при Дрогобицькому обкомі КПУ
- 74.Шевченко Андрій Олександрович — завідувач сільськогосподарського відділу Дрогобицького обкому КПУ
- 75.Ющенко Лука Юхимович — 1-й секретар Мостиського райкому КПУ

### Кандидати у члени Дрогобицького обласного комітету КП(б)У
- 1.Авраменко Клавдія Іванівна
- 2.Бунь Пелагія Павлівна — завідувачка ферми колгоспу ім.Калініна (Дрогобицького р-ну)
- 3.Бурковський Анатолій Трохимович — голова правління Дрогобицької облспоживспілки
- 4.Бутенко Ігор Степанович — начальник Дрогобицького обласного управління місцевої і паливної промисловості
- 5.Гук Микола Іванович — Стрийського вагоноремонтного заводу?
- 6.Заплотинський Ярослав Йосипович — секретар партійної організації колгоспу ім.Кірова (Старо-Самбірського р-ну)
- 7.Козаков Петро Михайлович — завідувач відділу шкіл Дрогобицького обкому КПУ
- 8.Козловський В.І.
- 9.Котов Георгій Федорович — секретар Дрогобицького облвиконкому
- 10.Леонов Юрій Сергійович — голова Ходорівського райвиконкому
- 11.Маланчин Микола Михайлович — голова Жидачівського райвиконкому
- 12.Неплюєв Микола Федорович — завідувач Дрогобицького обласного відділу охорони здоров'я
- 13.Павленко Сергій Автономович — начальник Дрогобицького обласного управління в справах сільського і колгоспного будівництва
- 14.Папазов Віктор Михайлович — 1-й заступник начальника Дрогобицького обласного управління сільського господарства
- 15.Савченко Опанас Павлович — голова Крукеницького райвиконкому
- 16.Семенюк Микола Павлович — голова Дублянського райвиконкому
- 17.Середняк Іван Петрович — голова Рудківського райвиконкому
- 18.Синепольський Юрій Федорович — начальник Миколаївського будівельного управління
- 19.Скороход Іван Кузьмич — завідувач Дрогобицького обласного фінансового відділу
- 20.Смирнов Леонід Васильович — голова Трускавецького міськвиконкому
- 21.Тарапацький Йосип Августович — голова колгоспу ім.Хрущова (Мостиського р-ну)?
- 22.Ткаченко Григорій Михайлович — завідувач Дрогобицького обласного торговельного відділу
- 23.Чапля Михайло Михайлович — голова колгоспу імені Леніна (Підбузького р-ну)
- 25.Шевченко Іван Іванович
- 25.Шеметун Данило Семенович — начальник Дрогобицького обласного статистичного управління

### Члени Ревізійної комісії обласного комітету КП(б)У
- 1.Вербівський Степан Павлович — завідувач Дрогобицького обласного відділу народної освіти
- 2.Вєтрова Алла Прокопівна — секретар Добромильського райкому КПУ
- 3.Євдокименко Мойсей Степанович — начальник Дрогобицького обласного управління промисловості продовольчих товарів, голова Ревізійної комісії
- 4.Зубатенко Тамара Іванівна — голова Дрогобицького райвиконкому
- 5.Кадельчук Іван Капітонович — голова колгоспу імені Калініна (Комарнівського р-ну)
- 6.Калюжний Степан Тимофійович
- 7.Колбаса Юхим Опанасович — голова Меденицького райвиконкому
- 8.Костюк Олексій Григорович– завідувач Дрогобицького обласного відділу комунального господарства
- 9.Ксьонжик Іван Петрович — голова Стрілківського райвиконкому
- 10.Михайленко Георгій Андрійович
- 11.Підгайний І.Г.
- 12.П'ятак Іван Данилович — голова Стрийського райвиконкому
- 13.Чорноморець Семен Костянтинович — начальник Дрогобицького обласного управління культури

21 грудня 1957 року відбувся 1-ий пленум Дрогобицького обласного комітету КПУ. 1-м секретарем обкому КПУ обраний Дружинін Володимир Миколайович, 2-м секретарем — Кащеєв Іван Андрійович, секретарями — Куценко Віктор Петрович, Ніколаєнко Василь Сидорович.
Обрано бюро Дрогобицького обласного комітету КПУ: Дружинін Володимир Миколайович, Кащеєв Іван Андрійович, Куценко Віктор Петрович, Ніколаєнко Василь Сидорович, Тарнавський Ілля Євстахійович, Жуков Тимофій Семенович, Гриценко Олексій Варфоломійович, Клещенко Іван Данилович, Рибальченко Костянтин Макарович. Кандидатами в члени бюро Дрогобицького обласного комітету КПУ обрані Біндас Ольга Іванівна, Савченко Микола Олексійович і Сендзюк Феодосій Лук'янович.